# Crash (Usher)
Crash è un brano musicale del cantante statunitense Usher pubblicato il 10 giugno 2016 in tutto il mondo per il download digitale e lo streaming, il secondo estratto dall'ottavo album in uscita Hard II Love realizzato dalla RCA Records Il singolo è stato scritto da Usher stesso, Lee Stashenko, Carlos St. John, e prodotto da St. John and f a l l e n.

## Classifiche
| Classifica (2016) | Posizione massima |
| ----------------- | ----------------- |
| Australia         | 10                |
| Francia           | 84                |
| Regno Unito       | 63                |